# Влюблённое облако
«Влюблённое Облако» — советский мультипликационный фильм Анатолия Карановича и Романа Качанова, снятый на киностудии «Союзмультфильм» в 1959 году.
Сценарий написан легендарным турецким поэтом-коммунистом Назымом Хикметом, который в то время находился в СССР в иммиграции, поэтому видеоряд мультфильма сопровождается его стихами.

## Признание и награды
Созданный в авангардной манере, мультфильм получил широкое признание в СССР и за рубежом.
Отмечен призами на зарубежных кинофестивалях. Кроме того, «Влюблённое Облако» — первый из советских мультфильмов, отмеченный престижным призом Международной федерации кинопрессы ФИПРЕССИ.

## Сюжет
Это сказка о прекрасной Айше (хозяйке оазиса) и влюбившемся в неё Облаке. Сайфи, злой повелитель пустыни, пытается погубить Айше и её оазис — траву с деревьями и цветами заметают пески пустыни, но Облако ценой своей жизни — проливаясь дождём над оазисом — спасает свою возлюбленную и её сад.
Кульминацию фильма и его финал сопровождают строки Назыма Хикмета: 

«Айше, взгляни на небо. Там облако умирает. Чтоб ожил твой сад зелёный. Чтоб шелестели травы. Чтоб зеленели кроны… Взгляни, зеленеют ветки. Не плачь, Айше. Смотри на них. Не умирает тот навеки, кто умирает за других. И не нужна героям жалость. Они живут во всём. Везде. Как это облако осталось, став отражением в воде…»

## Создатели
- Автор сценария — Назым Хикмет
- Режиссёры — Анатолий Каранович, Роман Качанов
- Оператор — Михаил Каменецкий
- Художник-постановщик — Владимир Соболев
- Композитор — Андрей Бабаев
- Звукооператор — Борис Фильчиков
- Художник — Валентина Василенко
- Редактор — В. Тулякова
- Мультипликаторы-кукловоды: Борис Меерович, Владимир Пузанов, Вячеслав Шилобреев
- Куклы выполнены: В. Курановым, Павлом Гусевым, Геннадием Лютинским, Олегом Масаиновым, В. Черниховой
- под руководством — Романа Гурова
- Директор картины — Натан Битман

## Награды
- 1960 — III МКФ мультипликационного кино в Аннеси — Специальная премия жюри «За поэтичность и народность в искусстве»[1].
- 1960 — II МКФ кукольных и марионеточных фильмов в Бухаресте — Серебряная медаль.
- 1960 — VII МКФ к/м фильмов в Оберхаузене — Приз ФИПРЕССИ.

## Интересные факты
- Фильм выполнен в редкой смешанной мультипликационной манере. В нём мастерски сочетаются техники объёмной «перекладки», простой «перекладки», а также кукольной и рисованной мультипликаций.
- Создание этого короткого мультипликационного фильма пришлось на времена Хрущёвской «оттепели». Реформаторская, по тому времени, эстетика этого фильма стала для многих зарубежных зрителей одним из олицетворений происходящих в СССР перемен.